# Nessun uomo le appartiene
Nessun uomo le appartiene (No Man of Her Own) è un film commedia romantica statunitense del 1932 diretto da Wesley Ruggles.

## Trama
Il boss di una banda di bari sposa, per scommessa, la giovane bibliotecaria di una piccola città ma finisce per innamorarsene realmente. Si redime, cambia vita, sconta la sua pena e ritorna da lei.